# Mikhail Egorov
Mikhail Alekseevich Egorov (em russo: Михаи́л Алексе́евич Его́ров; Vila de Ermoshenki, distrito de Smolensk, Província de Smolensk, 5 de maio de 1923 - Distrito de Demidovsky, 20 de junho de 1975) foi um sargento do Exército Vermelho. Junto com o sargento júnior Meliton Kantaria, sob a liderança do tenente Aleksei Berest, hasteou a Bandeira da Vitória no telhado do Reichstag alemão na madrugada de 1 de maio de 1945. Foi condecorado com o título de Herói da União Soviética em 8 de maio de 1946.

## Biografia
Mikhail Egorov nasceu em 5 de maio de 1923 na vila de Ermoshenki, distrito de Rudnyansky (na época parte do distrito de Smolensk), na Província de Smolensk, em uma família camponesa. Era russo. Recebeu educação básica e trabalhou em um kolkhoz (fazenda coletiva).
Durante a ocupação do Oblast de Smolensk pelas tropas alemãs, Egorov juntou-se aos guerrilheiros. Lutou na brigada partisana "Regimento Sadtchikov" (comandante I. F. Sadtchikov, comissário A. F. Yuryev). Em 1943, por ordem de Panteleimon Ponomarenko, chefe do Quartel-General Central do Movimento Partisano, a brigada foi transferida para a zona partisana Polotsk-Lepel, na Bielorrússia. Como soldado da unidade de reconhecimento da brigada, Egorov participou da quebra do cerco alemão pelos guerrilheiros na noite de 5 de maio de 1944, perto de Ushachi.
A partir de dezembro de 1944, passou a atuar no Exército Vermelho como batedor do 756.º Regimento de Fuzileiros da 150.ª Divisão de Rifles do 3.º Exército de Choque, parte da 1ª Frente Bielorrussa.
Junto com o sargento júnior Meliton Kantaria, Egorov hasteou a Bandeira da Vitória no telhado do Reichstag durante o assalto ao prédio, sob o comando do tenente Aleksei Berest.
Por esse feito, recebeu o título de Herói da União Soviética por decreto do Presidium do Soviete Supremo da URSS em 8 de maio de 1946, além da Ordem de Lenin e da medalha Estrela de Ouro.
Egorov permaneceu no Exército Vermelho até 1947. Após a desmobilização, formou-se na escola político-partidária em Smolensk e trabalhou na fábrica de laticínios e conservas de Rudnya.
Egorov morreu em um acidente de carro aos 52 anos, em 20 de junho de 1975, no Oblast de Smolensk.
No Parque da Memória dos Heróis, em Smolensk, há um busto de Egorov esculpido por Albert Sergeev.

## Prêmios
- Medalha "Estrela de Ouro" nº 6972 de Herói da União Soviética (8 de maio de 1946)[6]

- Ordem de Lenin (8 de maio de 1946)[6]
- Ordem do Estandarte Vermelho (19 de maio de 1945)[6]
- Ordem da Guerra Patriótica de 2ª classe[6]
- Ordem da Estrela Vermelha (30 de abril de 1945)[6]
- Ordem da Glória de 3ª classe (30 de abril de 1945)[6]
- Ordem da Glória de 3ª classe (10 de maio de 1965)[6]
- Medalha ao Partisan da Guerra Patriótica de 1ª classe (15 de agosto de 1944)[6]
- Medalha "Em Comemoração ao 100º Aniversário do Nascimento de Vladimir Ilitch Lenin"
- Medalha "Pela Vitória sobre a Alemanha na Grande Guerra Patriótica 1941–1945" (9 de maio de 1945)[6]
- Medalha do Jubileu "Vinte Anos da Vitória na Grande Guerra Patriótica 1941–1945"
- Medalha do Jubileu "Trinta Anos da Vitória na Grande Guerra Patriótica 1941–1945"
- Medalha "Pela Libertação de Varsóvia" (9 de junho de 1945)[6]
- Medalha "Pela Captura de Berlim" (9 de junho de 1945)[6]
- Medalha do Jubileu "50 Anos das Forças Armadas da URSS"

Alemanha Oriental (RDA)
- Ordem "Pelo Mérito à Pátria" de 1ª classe

## Memória

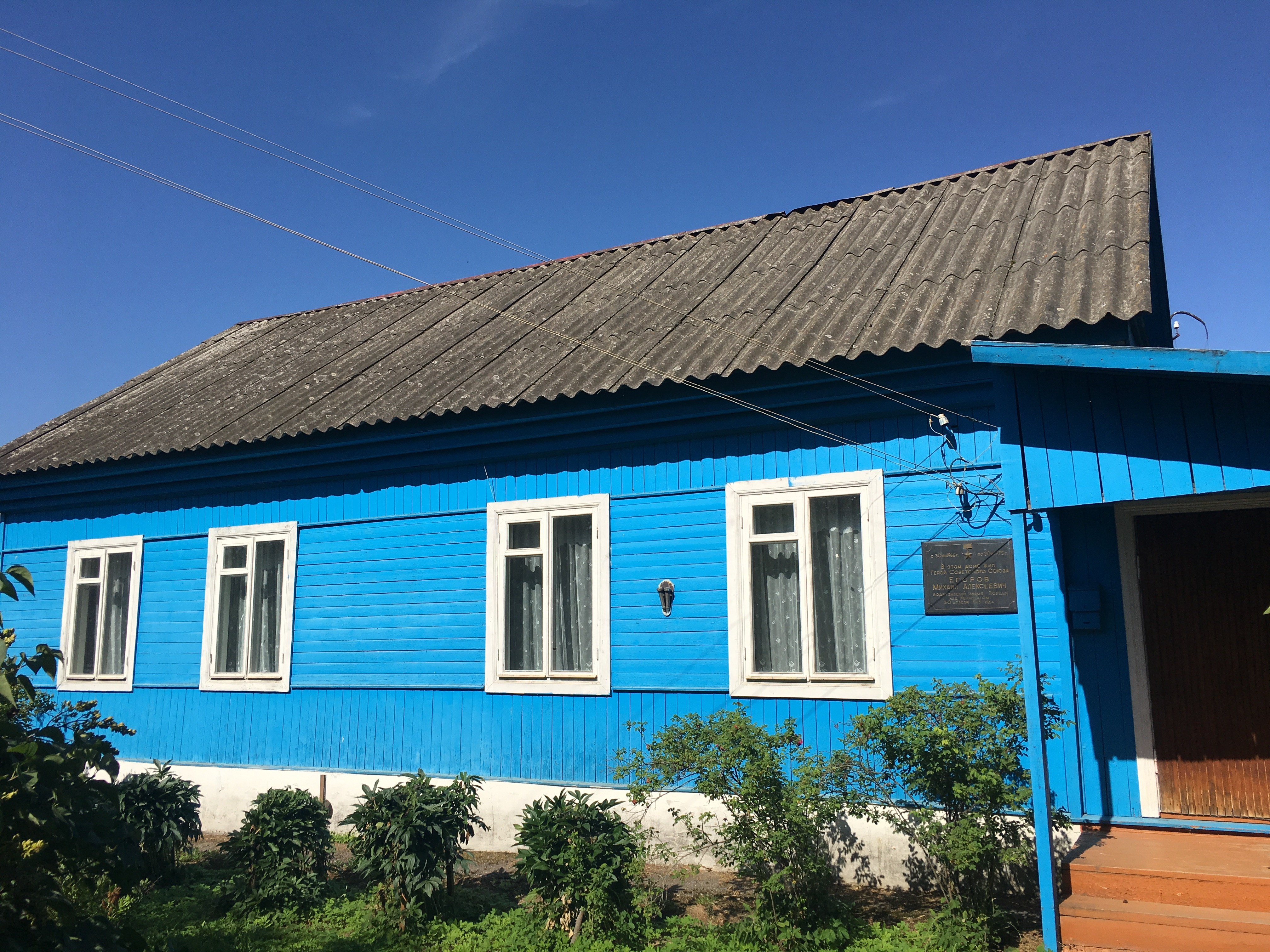
Casa-Museu de Mikhail Egorov em Rudnya

Egorov é cidadão honorário da cidade de Smolensk. Está sepultado junto à muralha da fortaleza, no Bosque da Memória dos Heróis, em Smolensk.
Um beco no vilarejo de Monastyrshchina (Oblast de Smolensk) e uma rua no bairro Pasovo, em Smolensk, receberam seu nome. No entanto, há mais de 10 anos a administração da cidade e o Ministério de Transportes e Infraestrutura do oblast não executam o projeto de construção dessa rua.
Na cidade natal de Egorov, Rudnya, foi criado um museu em sua antiga residência. Há uma placa comemorativa no local, e o museu abriga objetos pessoais do herói.
Na  vila de Borisovichi, no distrito de Pskov, uma das ruas também leva o nome de Mikhail Egorov.
Desde 8 de maio de 1965, Egorov era cidadão honorário de Berlim, título que foi revogado em 29 de setembro de 1992.

O personagem de Egorov foi retratado no cinema nos filmes: A Queda de Berlim (1950, por Dmitry Dubov), Libertação (1972, por Gennady Krasheninnikov) e O Passo Dyatlov (2020, por Danil Ivanov).